# Светско првенство у фудбалу за жене 2011.
Светско првенство у фудбалу за жене 2011. (енгл. 2011 FIFA Women's World Cup −  ) било је шесто међународно фудбалско првенство за жене, које се одржавало у Немачкој од 26. јуна до 17. јула 2015. године. Немачка је добила право домаћинства у октобру 2007. године. Јапан је победио у финалу против Сједињених Држава извођењем једанаестераца након нерешеног резултата 2 : 2 после продужетака и постао први азијски тим који је освојио сениорско ФИФА Светско првенство.
Утакмице су одигране на девет стадиона у девет градова домаћина широм земље, а финале је одиграно у Комерцбанк арени у Франкфурту. Шеснаест тимова се изборило за учешће на светском квалификационом турниру који је почео 2009. У првој рунди финала турнира, тимови су се такмичили у групама по четири тима за бодове, а прва два тима у свакој групи су се такмичили. Ових осам тимова пласирало се у нокаут фазу, где су две рунде игре одлучивале које екипе ће учествовати у финалу.

## Селекција домаћинства
Шест земаља, Аустралија, Канада, Француска, Немачка, Перу и Швајцарска, првобитно су изјавиле да су заинтересоване да буду домаћини Светског првенства за жене 2011. Немачки фудбалски савез објавио је да се нада да ће бити домаћин турнира 26. јануара 2006, након обећања немачке канцеларке Ангеле Меркел да ће у потпуности подржати потенцијалну понуду. Свих шест нација је званично објавило своје интересовање до крајњег рока 1. марта 2007. и признало своју намеру да се до 3. маја 2007. године пријави за ФИФА.
Коначне понуде за надметање морали су да буду предате пре 1. августа 2007. Швајцарска се повукла 29. маја 2007, наводећи да је Европа у великој мери фокусирана на Француску и Немачку, а трећа европска понуда је изгледала узалудна. Француска се 27. августа 2007. такође повукла, наводно у замену за подршку Немачке за њихову кандидатуру за домаћина УЕФА Европског првенства 2016. за мушкарце. Касније су Аустралија (12. октобар 2007.) и Перу (17. октобар 2007.) такође добровољно изашли из трке, остављајући само Канаду и Немачку као преостале кандидате. Извршни комитет ФИФА је 30. октобра 2007. изгласао да се турнир додели Немачкој. Канади је коначно додељено Светско првенство за жене 2015. четири године касније.
Након избора, Немачка је постала трећа земља домаћин Светског првенства за мушкарце и за жене, након што је два пута била домаћин мушког 1974. и 2006. године.

## Градови и стадиони
Након што је Немачки фудбалски савез (ДФБ) изразио намеру да се кандидује за Светско првенство у фудбалу за жене, 23 немачка града су се пријавила за домаћине утакмица Светског првенства. Дванаест градова је изабрано за званично надметање који је предато ФИФА у августу 2007. године. Дана 30. септембра 2008. извршни комитет ДФБ-а одлучио је да користи девет стадиона за турнир, првобитни кандидати Есен, Магдебург и Билефелд нису изабрани за место одржавања Светског првенства.
Званична утакмица отварања одржана је између Немачке и Канаде на Олимпијском стадиону у Берлину, месту финала Светског првенства за мушкарце 2006. године, то је био једини меч одигран у Берлину. Међутим, то није био први меч на турниру — претходио му је меч у Рајн Некар арени у Зинсхајму са Француском и Нигеријом. Финале турнира одржано је у Комерцбанк арени у Франкфурту, где је одржано финале Купа конфедерација за мушкарце 2005. године. Борусија парк у Менхенгладбаху и франкфуртска Комерцбанк арена били су домаћини полуфинала. Плеј-оф за треће место одржан је у Рајн Некар арени.
Од 2007. године, пет стадиона је било новоизграђено (Аугсбург, Дрезден и Зинсхајм) или реновирано (Бохум и Леверкузен). Шест стадиона би били домаћи терени немачких клубова из Бундеслиге у предстојећој сезони 2011/12., док би остала три била дом клубовима из Друге Бундеслиге у истој сезони. У поређењу са Мушким светским првенством 2006. године, изабрано је неколико мањих места; шест стадиона има капацитет од 20.000 до 30.000 места. У свим градовима би се играло укупно четири утакмице, са изузетком Берлина и Менхенгладбаха. Менхенгладбах је био домаћин за три утакмице.  Укупан капацитет девет стадиона је 330.000. Укупно би било доступно око милион карата.
Неколико стадиона се званично називало једноставно „Стадионом ФИФА светског првенства за жене“ јер је ФИФА забранила спонзорство над стадионима осим ако спонзори стадиона нису били и званични спонзори турнира. Пошто није било дозвољених места за стајање, сви стадиони су имали мањи укупни капацитет у поређењу са утакмицама немачке Бундеслиге. Подаци о капацитету дати су према ФИФА.
| Берлин             | Франкфурт | Бохум | Менхенгладбах | Зинсхајм          |
| ------------------ | --- | --- | --- | ----------------- |
| Олимпијски стадион | Комерцбанк арена | Рурстадион | Борусија парк | Рајн Некер арена  |
| Капацитет: 73.680  | Капацитет: 48.837 | CКапацитет: 20.556 | Капацитет: 45.860 | Капацитет: 30.150 |
|                    | | | |                   |
| Леверкузен         | АугсбургБерлинБохумДрезденФранкфуртЛеверкузенМенхенгладбахЗинсхајмВолфсбургСветско првенство у фудбалу за жене 2011. на карти Немачке | АугсбургБерлинБохумДрезденФранкфуртЛеверкузенМенхенгладбахЗинсхајмВолфсбургСветско првенство у фудбалу за жене 2011. на карти Немачке | АугсбургБерлинБохумДрезденФранкфуртЛеверкузенМенхенгладбахЗинсхајмВолфсбургСветско првенство у фудбалу за жене 2011. на карти Немачке | Волфсбург         |
| Бај арена          | АугсбургБерлинБохумДрезденФранкфуртЛеверкузенМенхенгладбахЗинсхајмВолфсбургСветско првенство у фудбалу за жене 2011. на карти Немачке | АугсбургБерлинБохумДрезденФранкфуртЛеверкузенМенхенгладбахЗинсхајмВолфсбургСветско првенство у фудбалу за жене 2011. на карти Немачке | АугсбургБерлинБохумДрезденФранкфуртЛеверкузенМенхенгладбахЗинсхајмВолфсбургСветско првенство у фудбалу за жене 2011. на карти Немачке | Фолксваген арена  |
| Капацитет: 29.708  | АугсбургБерлинБохумДрезденФранкфуртЛеверкузенМенхенгладбахЗинсхајмВолфсбургСветско првенство у фудбалу за жене 2011. на карти Немачке | АугсбургБерлинБохумДрезденФранкфуртЛеверкузенМенхенгладбахЗинсхајмВолфсбургСветско првенство у фудбалу за жене 2011. на карти Немачке | АугсбургБерлинБохумДрезденФранкфуртЛеверкузенМенхенгладбахЗинсхајмВолфсбургСветско првенство у фудбалу за жене 2011. на карти Немачке | Капацитет: 26.062 |
|                    | АугсбургБерлинБохумДрезденФранкфуртЛеверкузенМенхенгладбахЗинсхајмВолфсбургСветско првенство у фудбалу за жене 2011. на карти Немачке | АугсбургБерлинБохумДрезденФранкфуртЛеверкузенМенхенгладбахЗинсхајмВолфсбургСветско првенство у фудбалу за жене 2011. на карти Немачке | АугсбургБерлинБохумДрезденФранкфуртЛеверкузенМенхенгладбахЗинсхајмВолфсбургСветско првенство у фудбалу за жене 2011. на карти Немачке |                   |
| Дрезден            | АугсбургБерлинБохумДрезденФранкфуртЛеверкузенМенхенгладбахЗинсхајмВолфсбургСветско првенство у фудбалу за жене 2011. на карти Немачке | АугсбургБерлинБохумДрезденФранкфуртЛеверкузенМенхенгладбахЗинсхајмВолфсбургСветско првенство у фудбалу за жене 2011. на карти Немачке | АугсбургБерлинБохумДрезденФранкфуртЛеверкузенМенхенгладбахЗинсхајмВолфсбургСветско првенство у фудбалу за жене 2011. на карти Немачке | Аугсбург          |
| Рудолф Харбиг      | АугсбургБерлинБохумДрезденФранкфуртЛеверкузенМенхенгладбахЗинсхајмВолфсбургСветско првенство у фудбалу за жене 2011. на карти Немачке | АугсбургБерлинБохумДрезденФранкфуртЛеверкузенМенхенгладбахЗинсхајмВолфсбургСветско првенство у фудбалу за жене 2011. на карти Немачке | АугсбургБерлинБохумДрезденФранкфуртЛеверкузенМенхенгладбахЗинсхајмВолфсбургСветско првенство у фудбалу за жене 2011. на карти Немачке | ВВК Арена         |
| Капацитет: 25.582  | АугсбургБерлинБохумДрезденФранкфуртЛеверкузенМенхенгладбахЗинсхајмВолфсбургСветско првенство у фудбалу за жене 2011. на карти Немачке | АугсбургБерлинБохумДрезденФранкфуртЛеверкузенМенхенгладбахЗинсхајмВолфсбургСветско првенство у фудбалу за жене 2011. на карти Немачке | АугсбургБерлинБохумДрезденФранкфуртЛеверкузенМенхенгладбахЗинсхајмВолфсбургСветско првенство у фудбалу за жене 2011. на карти Немачке | Капацитет: 24.661 |
|                    | АугсбургБерлинБохумДрезденФранкфуртЛеверкузенМенхенгладбахЗинсхајмВолфсбургСветско првенство у фудбалу за жене 2011. на карти Немачке | АугсбургБерлинБохумДрезденФранкфуртЛеверкузенМенхенгладбахЗинсхајмВолфсбургСветско првенство у фудбалу за жене 2011. на карти Немачке | АугсбургБерлинБохумДрезденФранкфуртЛеверкузенМенхенгладбахЗинсхајмВолфсбургСветско првенство у фудбалу за жене 2011. на карти Немачке |                   |

## Квалификације
ФИФА је разматрала могућност повећања броја тимова са 16 на 24, како би одражавала растућу глобалну популарност женског фудбала и Светског првенства за жене. Међутим, 14. марта 2008. Извршни комитет ФИФА одлучио је да задржи број учесника на 16, забринут да би више тимова умањило квалитет игре. Сматрало се да је идеја да учествује 20 тимова, о којој је такође било речи укратко, немогуће спровести у смислу планирања и логистике. Током Светског првенства за жене 2007, председник ФИФА Сеп Блатер је водио кампању за идеју да се повећа број тимова, иако овај предлог није био неупитан. Конкретно, победа Немачке над Аргентином од 11 : 0 у првој утакмици турнира 2007. изазвала је дебату о томе да ли постоје 24 репрезентације на упоредивом нивоу.
У октобру 2008. године, Извршни комитет ФИФА је најавио промену у додели квалификационих места за своје континенталне конфедерације. Азија је добила 3 аутоматска места уместо 2,5 за финале (иако је 2007. године домаћин био додатни квалификант из Азије). Европска додела је смањена са 5 на 4,5 (иако је ефективно повећана на 5,5 због аутоматске квалификације земље домаћина). Конфедерација Северне/Централне Америке и Кариба (Конкакаф) задржала је 2,5 квалификација, Африка и Јужна Америка по 2, а Океанија 1. Шеснаесто место у квалификацијама одређено је кроз плеј-оф између трећепласираног тима у Конкакафу и победника репесаж плеј-офа у Европи.
ФИФА је такође одлучила да свака конфедерација мора да обезбеди да најмање једна трећина њених савезних чланица пријави своје женске репрезентације за квалификације за Светско првенство, иначе би ФИФА преиспитала тренутну расподелу места. У Африци и на Блиском истоку значајан проценат тимова се повукао из квалификација за Светско првенство у прошлости.
За европске тимове, Светско првенство за жене 2011. је такође коришћено као квалификациони турнир за Летње олимпијске игре 2012. године. Поред тима Велике Британије, Европа је имала још две квалификације за Летње олимпијске игре. Пошто је Немачка изгубила четвртфинале, Француска, која је већ стигла до полуфинала, обезбедила је пласман на Олимпијске игре. Шведска је била као други тим УЕФА после победе против Аустралије.

### Квалификовани тимови
Квалификације за турнир су се одвијале између априла 2009. и новембра 2010. Као нација домаћин, Немачка се аутоматски квалификовала, док су се остале репрезентације квалификовале преко својих континенталних конфедерација. Већина конфедерација је користила своје континенталне првенствене турнире – АФК женски азијски куп, КАФ женско првенство, ОФК женско првенство, Судамерикано феменино и Конкакаф женски златни куп – да одреди квалификанте. Изузетак је била УЕФА, која је користила сопствени квалификациони турнир. Једно место у квалификацијама одређено је плеј-офом између тима УЕФА и Конкакафа.
| Квалификовали се Нису се квалификовале | Нису учествовале Није члан ФИФА |

| АФК (3) - Аустралија - Јапан - Северна Кореја КАФ (2) - Екваторијална Гвинеја - Нигерија Конкакаф (3) - Канада - Мексико - Сједињене Државе† | Конмебол (2) - Бразил - Колумбија ОФК (1) - Нови Зеланд УЕФА (5) - Енглеска - Француска - Немачка (Домаћин) - Норвешка - Шведска |  |

† – квалификовао се у плеј-офу против Италије
Колумбија и Екваторијална Гвинеја дебитовале су на Светском првенству у фудбалу за жене. Бразил, Немачка, Јапан, Нигерија, Норвешка, Шведска и Сједињене Државе задржале су низ квалификација за свих шест досадашњих турнира, док Кина није успела да се квалификује први пут икада. Ово је први наступ Мексика од 1999. године и први наступ Француске од 2003. године.

## Екипе
Као и на турниру 2007. године, екипа сваког тима за Светско првенство за жене 2011. се састојала од 21 играчице, две мање од мушких екипа на Светском првенству. Сваки национални савез који је учествовао морао је да потврди своју коначну екипу од 21 играча најкасније 10 радних дана пре почетка турнира. Замена тешко повређених играча била је дозвољена до 24 сата пре прве утакмице дотичног тима на Светском првенству.

## Допинг случајеви
Дана 25. јуна 2011. узорак А, Јинет Варон, голмана репрезентације Колумбије, био је позитиван на тада још непознату супстанцу. ФИФА ју је привремено суспендовала док се не сазна резултат Б узорка.[46] Дана 25. августа 2011. године узорак је потврђен па је добила двогодишњу забрану играња.
Дана 7. јула 2011. године, ФИФА је објавила да су два играча из Северне Кореје, Сонг Јонг-Сун и Јонг Пок-Сим, привремено суспендоване пре утакмице њиховог тима против Колумбије након што нису прошли допинг тестове током турнира.  Дана 16. јула, ФИФА је објавила да су три додатна играча (Хонг Минг-Хји, Хо Ун-Биол и Ри Ун-Хјанг) из Северне Кореје били позитивни након циљаног тестирања целог тима. Дана 25. августа 2011., корејски тим је кажњен са 400.000 америчких долара, што је једнако награди коју је добио на 13. месту на турниру 2011. године, и искључен је из учешћа на Светском првенству у фудбалу за жене 2015. године.

## Коначни жреб
Организациони комитет је одобрио процедуру за финални жреб 28. новембра 2010. године. Четири тима из различитих географских региона – Немачка, Јапан, Сједињене Америчке Државе, Бразил – били су носиоци на основу њихове ФИФА Светске ранг листе за жене. Ниједна два тима из исте конфедерације нису смела бити извучена у исту групу, са изузетком Групе А, која би укључивала два европска тима.
| 1. шешир                                                        | 2. шешир                                       | 3. шешир                                                   | 4. шешир                                  |
| --------------------------------------------------------------- | ---------------------------------------------- | ---------------------------------------------------------- | ----------------------------------------- |
| Немачка (A1) · Јапан (B1) · Сједињене Државе (C1) · Бразил (D1) | Аустралија · Северна Кореја · Канада · Мексико | Нигерија · Екваторијална Гвинеја · Нови Зеланд · Колумбија | Енглеска · Француска · Шведска · Норвешка |

| Коментари |
| --- |
| 1. шеширГрупе од четири носиоца биле су унапред одређене пре жреба. 2. шеширАустралија и Северна Кореја нису могле да буду извучене даиграју против АФК квалификанта Јапана у Групи Б. Слично, Канада и Мексико нису могли да буду извучени против другог квалификанта Конкакафа (САД) у Групи Ц. 3. шеширДа би се избегло да два тима Конмебола буду извучена у Групу Д, ако Колумбија није први тим извучен из 3. шешира, онда би извучена страна била стављена директно у Групу Д. 4. шеширГрупа А би била група са два европска тима. |

Жреб група је одржан у Франкфурту, Немачка, 29. новембра 2010. у Конгресном центру. Церемонију жребања је отворила председница Организационог одбора Стефи Џонс, уз помоћ шефице ФИФА-е за женска такмичења Татјане Хени. Лопте су извлачили бивши немачки интернационалац Гинтер Нецер и словачка манекенка и амбасадорка женског фудбала Адријана Скленаржикова.

## Групна фаза
У првој рунди, или групној фази, шеснаест тимова је подељено у четири групе по четири тима. Свака група је играла свако са сваким, укупно шест утакмица по групи. Тимовима се додељују три бода за победу, један бод за реми и ниједан за пораз. Тимови који су завршили први и други у свакој групи квалификују се за четвртфинале.
Распоред утакмица за турнир објављен је 20. марта 2009, а домаћини су били на позицији А1. За разлику од претходних финалних турнира Светског купа за жене, није било двобоја, али су утакмице истог дана одржане на различитим местима. Према Организационом одбору, ово „сигнализира повећан квалитет и статус женског финала“.
Сва времена су у СЕЛВ временска зона (УТЦ+2).
| Критеријуми за изједначен резултат у групи |
| --- |
| Пласман тимова у групној фази одређен је на следећи начин: 1. Бодови добијени у свим утакмицама у групи (два бода за победу, један за реми, ниједан за пораз), 2. Гол-разлика у свим утакмицама у групи, 3. Број постигнутих голова у свим утакмицама у групи, 4. Поени добијени у утакмицама између дотичних тимова, 5. Гол разлика у утакмицама између дотичних тимова, 6. Број голова постигнутих у утакмицама између дотичних тимова, 7. Фер плеј, однос добијених жутих и црвених картона, 8. Извлачење жребом. |

### Група А
| Pos | Тим       | О | П | Н | И | ГД | ГП | ГР | Бод. | Qualification                   |
| --- | --------- | - | - | - | - | -- | -- | -- | ---- | ------------------------------- |
| 1   | Немачка   | 3 | 3 | 0 | 0 | 7  | 3  | +4 | 9    | Квалификовала се за нокаут фазу |
| 2   | Француска | 3 | 2 | 0 | 1 | 7  | 4  | +3 | 6    | Квалификовала се за нокаут фазу |
| 3   | Нигерија  | 3 | 1 | 0 | 2 | 1  | 2  | −1 | 3    |                                 |
| 4   | Канада    | 3 | 0 | 0 | 3 | 1  | 7  | −6 | 0    |                                 |

| Нигерија | (0 : 1)  | Француска            |
| -------- | -------- | -------------------- |
|          | Извештај | - Мари-Лори Дели 56’ |

| Немачка                                     | (2 : 1)  | Канада                |
| ------------------------------------------- | -------- | --------------------- |
| - Керстин Гарефрекес 10’ - Селија Шашић 42’ | Извештај | - Кристин Синклер 82’ |

| Канада | (0 : 4)  | Француска                                                   |
| ------ | -------- | ----------------------------------------------------------- |
|        | Извештај | - Гаетан Тинеј 24’, 60’ - Камил Абили 66’ - Елоди Томис 83’ |

| Немачка            | (1 : 0)  | Нигерија |
| ------------------ | -------- | -------- |
| - Симон Лаудер 54’ | Извештај |          |

| Француска                             | (2 : 4)  | Немачка                                                                  |
| ------------------------------------- | -------- | ------------------------------------------------------------------------ |
| - Мари-Лори Дели 56’ - Лора Жерже 72’ | Извештај | - Керстин Гарефрекс 25’ - Инка Грингс 32’, 68’ (пен.) - Селија Шашић 89’ |

| Канада | (0 : 1)  | Нигерија              |
| ------ | -------- | --------------------- |
|        | Извештај | - Перпетуа Нквоча 73’ |

### Група Б
| Pos | Тим         | О | П | Н | И | ГД | ГП | ГР | Бод. | Qualification                   |
| --- | ----------- | - | - | - | - | -- | -- | -- | ---- | ------------------------------- |
| 1   | Енглеска    | 3 | 2 | 1 | 0 | 5  | 2  | +3 | 7    | Квалификовала се за нокаут фазу |
| 2   | Јапан       | 3 | 2 | 0 | 1 | 6  | 3  | +3 | 6    | Квалификовала се за нокаут фазу |
| 3   | Мексико     | 3 | 0 | 2 | 1 | 3  | 7  | −4 | 2    |                                 |
| 4   | Нови Зеланд | 3 | 0 | 1 | 2 | 4  | 6  | −2 | 1    |                                 |

| Јапан                               | (2 : 1)  | Нови Зеланд      |
| ----------------------------------- | -------- | ---------------- |
| - Јуки Нагасато 6’ - Аја Мијама 68’ | Извештај | - Амбер херн 12’ |

| Мексико             | (1 : 1)  | Енглеска            |
| ------------------- | -------- | ------------------- |
| - Моника Окампо 33’ | Извештај | - Фара Вилијамс 21’ |

| Јапан                                        | (4 : 0)  | Мексико |
| -------------------------------------------- | -------- | ------- |
| - Хомаре Сава 13’, 39’, 80’ - Шинобу Оно 15’ | Извештај |         |

| Нови Зеланд           | (1 : 2)  | Енглеска                          |
| --------------------- | -------- | --------------------------------- |
| - Сара Грегоријус 18’ | Извештај | - Џил Скот 63’ - Џесика Кларк 81’ |

| Енглеска                           | (2 : 0)  | Јапан |
| ---------------------------------- | -------- | ----- |
| - Елен Вајт 15’ - Рејчел Јенки 66’ | Извештај |       |

| Нови Зеланд                              | (2 : 2)  | Мексико                                   |
| ---------------------------------------- | -------- | ----------------------------------------- |
| - Ребека Смит 90’ - Хана Вилкинсон 90+4’ | Извештај | - Стефани Мејор 2’ - Марибел Домингез 29’ |

### Група Ц
| Pos | Тим              | О | П | Н | И | ГД | ГП | ГР | Бод. | Qualification                   |
| --- | ---------------- | - | - | - | - | -- | -- | -- | ---- | ------------------------------- |
| 1   | Шведска          | 3 | 3 | 0 | 0 | 4  | 1  | +3 | 9    | Квалификовала се за нокаут фазу |
| 2   | Сједињене Државе | 3 | 2 | 0 | 1 | 6  | 2  | +4 | 6    | Квалификовала се за нокаут фазу |
| 3   | Северна Кореја   | 3 | 0 | 1 | 2 | 0  | 3  | −3 | 1    |                                 |
| 4   | Колумбија        | 3 | 0 | 1 | 2 | 0  | 4  | −4 | 1    |                                 |

| Колумбија | (0 : 1)  | Шведска                |
| --------- | -------- | ---------------------- |
|           | Извештај | - Џесика Ландстрем 57’ |

| Сједињене Државе                             | (2 : 0)  | Северна Кореја |
| -------------------------------------------- | -------- | -------------- |
| - Лорен Холидеј 54’ - Рејчел Ван Холебек 76’ | Извештај |                |

| Северна Кореја | (0 : 1)  | Шведска             |
| -------------- | -------- | ------------------- |
|                | Извештај | - Лиза Далквист 64’ |

| Сједињене Државе                                        | (3 : 0)  | Колумбија |
| ------------------------------------------------------- | -------- | --------- |
| - Хедер О'Рајли 12’ - Меган Рапино 50’ - Карли Лојд 57’ | Извештај |           |

| Шведска                                              | (2 : 1)  | Сједињене Државе |
| ---------------------------------------------------- | -------- | ---------------- |
| - Лиза Далквист 16’ (пен.) - Еми ЛеПилбет 35’ (а.г.) | Извештај | - Еби Вамбах 67’ |

| Северна Кореја | (0 : 0)  | Колумбија |
| -------------- | -------- | --------- |
|                | Извештај |           |

### Група Д
| Pos | Тим                   | О | П | Н | И | ГД | ГП | ГР | Бод. | Qualification                   |
| --- | --------------------- | - | - | - | - | -- | -- | -- | ---- | ------------------------------- |
| 1   | Бразил                | 3 | 3 | 0 | 0 | 7  | 0  | +7 | 9    | Квалификовала се за нокаут фазу |
| 2   | Аустралија            | 3 | 2 | 0 | 1 | 5  | 4  | +1 | 6    | Квалификовала се за нокаут фазу |
| 3   | Норвешка              | 3 | 1 | 0 | 2 | 2  | 5  | −3 | 3    |                                 |
| 4   | Екваторијална Гвинеја | 3 | 0 | 0 | 3 | 2  | 7  | −5 | 0    |                                 |

| Норвешка         | (1 : 0)  | Екваторијална Гвинеја |
| ---------------- | -------- | --------------------- |
| - Емили Хави 84’ | Извештај |                       |

| Бразил                          | (1 : 0)  | Аустралија |
| ------------------------------- | -------- | ---------- |
| - Розана дос Сантос Августо 54’ | Извештај |            |

| Аустралија                                                | (3 : 2)  | Екваторијална Гвинеја       |
| --------------------------------------------------------- | -------- | --------------------------- |
| - Лина Камис 8’ - Емили ван Егмонд 48’ - Лиза Де Вана 51’ | Извештај | - Хеновева Ањонман 21’, 83’ |

| Бразил                                           | (3 : 0)  | Норвешка |
| ------------------------------------------------ | -------- | -------- |
| - Марта 22’, 48’ - Розана дос Сантос Августо 46’ | Извештај |          |

| Екваторијална Гвинеја | (0 : 3)  | Бразил                                            |
| --------------------- | -------- | ------------------------------------------------- |
|                       | Извештај | - Ерика 49’ - Кристиане Розеира 54’, 90+3’ (пен.) |

| Аустралија            | (2 : 01) | Норвешка            |
| --------------------- | -------- | ------------------- |
| - Киа Сајмон 57’, 87’ | Извештај | - Елисе Торснес 56’ |

## Нокаут фаза
Нокаут фазу чини осам тимова који су прошли из групне фазе турнира. Постоје три рунде мечева, при чему свака рунда елиминише половину тимова који улазе у ту рунду. Узастопне рунде су четвртфинале, полуфинале и финале. Ту је и плеј-оф за одлучивање о трећем и четвртом месту. За сваку утакмицу у нокаут фази, након било каквог нерешеног резултата на 90 минута следи тридесет минута продужетка; ако су резултати и даље једнаки, следи извођење једанаестераца како би се утврдило ко ће напредовати у следећу рунду.
|  | Четвртфинале            | Четвртфинале            |                     |       | Полуфинале              | Полуфинале              |  |  | Финале | Финале |
|  |                         |                         |                     |       |                         |                         |  |  |        |        |
|  | 9. јул – Волфсбург      |                         |                     |       |                         |                         |  |  |        |        |
|  |                         |                         |                     |       |                         |                         |  |  |        |        |
|  | Немачка                 | 0                       |                     |       |                         |                         |  |  |        |        |
|  | Немачка                 | 0                       | 13. јул – Франкфурт |       |                         |                         |  |  |        |        |
|  | Јапан (п. с. н.)        | 1                       |                     |       |                         |                         |  |  |        |        |
|  | Јапан (п. с. н.)        | 1                       | Јапан               | 3     |                         |                         |  |  |        |        |
|  | 10. јул – Аугзбург      |                         | Јапан               | 3     |                         |                         |  |  |        |        |
|  |                         | Шведска                 | 1                   |       |                         |                         |  |  |        |        |
|  | Шведска                 | Шведска                 | 1                   | 3     |                         |                         |  |  |        |        |
|  | Шведска                 |                         | 17. јул – Франкфурт | 3     |                         |                         |  |  |        |        |
|  | Аустралија              | 1                       |                     |       |                         |                         |  |  |        |        |
|  | Аустралија              | 1                       | Јапан (пен.)        | 2 (3) |                         |                         |  |  |        |        |
|  | 9. јул – Леверкузен     |                         | Јапан (пен.)        | 2 (3) |                         |                         |  |  |        |        |
|  |                         | Сједињене Државе        | 2 (1)               |       |                         |                         |  |  |        |        |
|  | Енглеска                | Сједињене Државе        | 2 (1)               | 1 (3) |                         |                         |  |  |        |        |
|  | Енглеска                | 13. јул – Менхенгладбах |                     | 1 (3) |                         |                         |  |  |        |        |
|  | Француска (пен.)        | 1 (4)                   |                     |       |                         |                         |  |  |        |        |
|  | Француска (пен.)        | 1 (4)                   | Француска           | 1     |                         |                         |  |  |        |        |
|  | 10. јул – Дрезден       |                         | Француска           | 1     |                         |                         |  |  |        |        |
|  |                         | Сједињене Државе        | 3                   |       | Утакмица за треће место | Утакмица за треће место |  |  |        |        |
|  | Бразил                  | Сједињене Државе        | 3                   | 2 (3) | Утакмица за треће место | Утакмица за треће место |  |  |        |        |
|  | Бразил                  |                         | 16. јул – Зинсхајм  | 2 (3) |                         |                         |  |  |        |        |
|  | Сједињене Државе (пен.) | 2 (5)                   |                     |       |                         |                         |  |  |        |        |
|  | Сједињене Државе (пен.) | 2 (5)                   | Шведска             | 2     |                         |                         |  |  |        |        |
|  |                         |                         |                     |       |                         |                         |  |  |        |        |
|  | Француска               | 1                       |                     |       |                         |                         |  |  |        |        |
|  | Француска               | 1                       |                     |       |                         |                         |  |  |        |        |

### Четвртфинале
| Енглеска                                                         | (1 : 1) (п. с. н.) | Француска                                                                        |
| ---------------------------------------------------------------- | ------------------ | -------------------------------------------------------------------------------- |
| - Џил Скот 59’                                                   | Извештај           | - Елиз Бусаглија 88’                                                             |
| Пенали                                                           |                    |                                                                                  |
| - Кели Смит - Керен Керни - Каси Стони - Клер Раферти - Феј Вајт | 3–4                | - Камил Абили - Елиз Бусаглија - Гаетан Тинеј - Сониа Бомпастор - Јуџин Ле Сомер |

| Немачка | (0 : 1) (п. с. н.) | Јапан                  |
| ------- | ------------------ | ---------------------- |
|         | Извештај           | - Карина Марујама 108’ |

| Шведска                                                   | (3 : 1)  | Аустралија      |
| --------------------------------------------------------- | -------- | --------------- |
| - Тереза Сјегран 11’ - Лиза Далквист 16’ - Лота Шелин 52’ | Извештај | - Елис Пери 40’ |

| Бразил                                                   | (2 : 2) (п. с. н.) | Сједињене Државе                                                   |
| -------------------------------------------------------- | ------------------ | ------------------------------------------------------------------ |
| - Марта 68’ (пен.), 92’                                  | Извештај           | - Дијана Родригес 2’ (а.г.) - Еби Вамбах 120+2’                    |
| Пенали                                                   |                    |                                                                    |
| - Кристијане Розеира - Марта - Диане Родригес - Франсиел | 3 : 5              | - Шенон Бокс - Карли Лојд - Еби Вамбах - Меган Рапино - Али Кригер |

### Полуфинале
| Француска             | (1 : 3)  | Сједињене Државе                                       |
| --------------------- | -------- | ------------------------------------------------------ |
| - Сониа Бомпастор 55’ | Извештај | - Лорен Холидеј 9’ - Еби Вамбах 79’ - Алекс Морган 82’ |

| Јапан                                        | (3 : 1)  | Шведска              |
| -------------------------------------------- | -------- | -------------------- |
| - Нахоми Кавасуми 19’, 64’ - Хомаре Сава 60’ | Извештај | - Јозефин Еквист 10’ |

### Утакмица за треће место
| Шведска                                | (2 : 1)  | Француска         |
| -------------------------------------- | -------- | ----------------- |
| - Лота Шелин 29’ - Мари Хамарстрем 82’ | Извештај | - Елоди Томис 56’ |

### Финале
| Јапан                                                         | (2 : 2) (п. с. н.) | Сједињене Државе                                   |
| ------------------------------------------------------------- | ------------------ | -------------------------------------------------- |
| - Аја Мијама 81’ - Хомаре Сава 117’                           | Извештај           | - Алекс Морган 69’ - Еби Вамбах 104’               |
| Пенали                                                        |                    |                                                    |
| - Аја Мијама - Јуки Нагасато - Мизухо Сакагучи - Саки Кумагаи | 3 : 1              | - Шенон Бокс - Карли Лојд - Тобин хит - Еби Вамбах |

## Статистика

### Голгетери
Укупно је постигнуто  86 голова у 32 утакмица, с просеком од 2.69 гола по утакмици. Јапанка Хомаре Сава је освајач златне копачке, са постигнутих пет голова.
Извор: ФИФА

### Асистенције
Аја Мијама је најбољи асистент са 4. асистенције
Извор: Технички извештај ФИФА

### Финална табела
Према статистичкој конвенцији у фудбалу, мечеви одлучени у продужецима се рачунају као победе и порази, док се мечеви одлучени извођењем једанаестераца рачунају као нерешени.

| Pos | Г | Тим                   | О | П | Н | И | ГД | ГП | ГР | Бод. | Крајња табела              |
| --- | - | --------------------- | - | - | - | - | -- | -- | -- | ---- | -------------------------- |
| 1   | Б | Јапан                 | 6 | 4 | 1 | 1 | 12 | 6  | +6 | 13   | Шампионке                  |
| 2   | Ц | Сједињене Државе      | 6 | 3 | 2 | 1 | 13 | 7  | +6 | 11   | Другопласиране             |
| 3   | Ц | Шведска               | 6 | 5 | 0 | 1 | 10 | 6  | +4 | 15   | Треће место                |
| 4   | А | Француска             | 6 | 2 | 1 | 3 | 10 | 10 | 0  | 7    | Четврто место              |
|     |   |                       |   |   |   |   |    |    |    |      |                            |
| 5   | Д | Бразил                | 4 | 3 | 1 | 0 | 9  | 2  | +7 | 10   | Елиминисане у четвртфиналу |
| 6   | А | Немачка               | 4 | 3 | 0 | 1 | 7  | 4  | +3 | 9    | Елиминисане у четвртфиналу |
| 7   | Б | Енглеска              | 4 | 2 | 2 | 0 | 6  | 3  | +3 | 8    | Елиминисане у четвртфиналу |
| 8   | Д | Аустралија            | 4 | 2 | 0 | 2 | 6  | 7  | −1 | 6    | Елиминисане у четвртфиналу |
|     |   |                       |   |   |   |   |    |    |    |      |                            |
| 9   | А | Нигерија              | 3 | 1 | 0 | 2 | 1  | 2  | −1 | 3    | Елиминисане у групној фази |
| 10  | Д | Норвешка              | 3 | 1 | 0 | 2 | 2  | 5  | −3 | 3    | Елиминисане у групној фази |
| 11  | Б | Мексико               | 3 | 0 | 2 | 1 | 3  | 7  | −4 | 2    | Елиминисане у групној фази |
| 12  | Б | Нови Зеланд           | 3 | 0 | 1 | 2 | 4  | 6  | −2 | 1    | Елиминисане у групној фази |
| 13  | Ц | Северна Кореја        | 3 | 0 | 1 | 2 | 0  | 3  | −3 | 1    | Елиминисане у групној фази |
| 14  | Ц | Колумбија             | 3 | 0 | 1 | 2 | 0  | 4  | −4 | 1    | Елиминисане у групној фази |
| 15  | Д | Екваторијална Гвинеја | 3 | 0 | 0 | 3 | 2  | 7  | −5 | 0    | Елиминисане у групној фази |
| 16  | А | Канада                | 3 | 0 | 0 | 3 | 1  | 7  | −6 | 0    | Елиминисане у групној фази |